# 法國解放勳章
法國解放勳章（Ordre de la Libération）由法國前總統戴高樂將軍在1940年第二次世界大戰期間設立，以表揚在戰爭中解放法國的英雄。此榮譽只頒給少數人物、部隊或城市，地位僅低於法國榮譽軍團勳章。
勳章只設一個等級：Compagnon de la Libération（英譯：Companion of the Liberation），創立人戴高樂將軍是勳章成立後唯一的首領（Grand Master），參見他的Grand Master項鍊章。

## 外部連結
- 官方網頁
- 獲勳者名單